# Lijst van schilderijen in het Rijksmuseum Amsterdam/Anonieme Noord-Nederlandse schilders
Lijst van schilderijen in het Rijksmuseum Amsterdam met werken van anonieme schilders afkomstig uit de Noordelijke Nederlanden (inclusief Nederland). Vermeldingen in het grijs geven aan dat het werk geen deel meer uitmaakt van de collectie van het Rijksmuseum, bijvoorbeeld omdat het in bruikleen gegeven is aan een andere instelling of omdat het teruggegeven is aan de bruikleengever.
| Inventarisnummer | Toeschrijving                                                | Titel | Datering                  | Afbeelding |
| ---------------- | ------------------------------------------------------------ | --- | ------------------------- | ---------- |
| SK-A-977         | Anoniem (Nederlanden)                                        | Portret van David Jorisz. | Ca. 1550                  |            |
| SK-A-979         | Anoniem (Nederlanden)                                        | Portret van Karel V | Ca. 1550                  |            |
| SK-A-3914        | Anoniem (Nederlanden?)                                       | Panelen van een altaarstuk met de gelijkenis van de rijke man en de arme Lazarus en het sterfbed van de rijke man                                                           | Ca. 1550-1575             |            |
| SK-A-3915        | Anoniem (Nederlanden?)                                       | Panelen van een altaarstuk met de gelijkenis van de rijke man en de arme Lazarus en het sterfbed van de rijke man                                                           | Ca. 1550-1575             |            |
| SK-A-3460        | Anoniem (Nederlanden)                                        | De aanbidding der herders | 1550-1600                 |            |
| SK-A-922         | Anoniem (Nederlanden)                                        | Portret van Steven van Dalen | Ca. 1580                  |            |
| SK-A-4464        | Anoniem (Nederlanden)                                        | Het kantoor van een ontvanger | Ca. 1580                  |            |
| SK-C-1222        | Anoniem (Nederlanden)                                        | Lusthof | Ca. 1590                  |            |
| SK-A-1309        | Anoniem (Nederlanden)                                        | Portret van een vrouw, waarschijnlijk Maria Schuurman | Ca. 1599-1600             |            |
| SK-A-2094        | Anoniem (Nederlanden?)                                       | Stilleven met bloemen voor een landschap | 1600-1700                 |            |
| SK-A-512         | Anoniem (Nederlanden)                                        | Adonis | 1600-1700                 |            |
| SK-A-1441        | Anoniem (Nederlanden)                                        | Elegant gezelschap op een terras in een op Venetië geïnspireerde omgeving                                                                                                   | Ca. 1615                  |            |
| SK-A-4672        | Anoniem (Nederlanden)                                        | Inwijding van een nieuw lid van de Bentveughels te Rome | Ca. 1660                  |            |
| SK-A-2629        | Anoniem (Nederlanden)                                        | De vrede blust de oorlogsfakkel | 1675-1700                 |            |
| SK-A-831         | Anoniem (Noordelijke Nederlanden)                            | Gedachtenistafel van de heren van Montfoort | Ca. 1400                  |            |
| SK-C-1454        | Anoniem (Noordelijke Nederlanden)                            | Portret van Lysbeth van Duvenvoorde | Ca. 1430                  |            |
| SK-A-3926        | Anoniem (Noordelijke Nederlanden)                            | Geertruy Haeck in aanbidding voor Sint-Agnes | Ca. 1465                  |            |
| SK-A-2237        | Anoniem (Noordelijke Nederlanden)                            | Vier taferelen uit de legende van de heilige Elisabeth van Hongarije | Ca. 1500                  |            |
| SK-C-509         | Anoniem (Noordelijke Nederlanden)                            | Gedachtenistafel van Jacob Jan van Assendelft en zijn echtgenote Haesgen van Outshoorn                                                                                      | Ca. 1500 of later         |            |
| SK-C-57          | Anoniem (Noordelijke Nederlanden?)                           | Portret van Hendrik IV van Naaldwijk | Ca. 1500-1506             |            |
| SK-A-4753        | Anoniem (Noordelijke Nederlanden)                            | Portretten van Cornelis de Witt en Beatrix van Slingeland | 1500-1537                 |            |
| SK-A-4754        | Anoniem (Noordelijke Nederlanden)                            | Portretten van Cornelis de Witt en Beatrix van Slingeland | 1500-1555                 |            |
| SK-A-498         | Anoniem (Noordelijke Nederlanden)                            | Portretten van Jacoba van Beieren, gravin van Holland en Zeeland, en Frank van Borselen, heer van Sint Maartensdijk                                                         | 1500-1600                 |            |
| SK-A-499         | Anoniem (Noordelijke Nederlanden)                            | Portretten van Jacoba van Beieren, gravin van Holland en Zeeland, en Frank van Borselen, heer van Sint Maartensdijk                                                         | 1500-1600                 |            |
| SK-A-1547        | Anoniem (Noordelijke Nederlanden)                            | Portret van Jan, graaf van Egmond, genaamd Manke Jan, als Jeruzalemvaarder, en Magdalena van Waardenborgh                                                                   | Na ca. 1510               |            |
| SK-A-1548        | Anoniem (Noordelijke Nederlanden)                            | Portret van Jan, graaf van Egmond, genaamd Manke Jan, als Jeruzalemvaarder, en Magdalena van Waardenborgh                                                                   | Na ca. 1510               |            |
| SK-A-513         | Anoniem (Noordelijke Nederlanden)                            | Portret van Paus Adrianus VI | Ca. 1520-1600             |            |
| SK-A-4756        | Anoniem (Noordelijke Nederlanden) Mogelijk Cornelis Engelsz. | Portretten van Frans de Witt en Lidewij van Beveren | 1525-1575 en/of 1585-1650 |            |
| SK-A-4757        | Anoniem (Noordelijke Nederlanden) Mogelijk Cornelis Engelsz. | Portretten van Frans de Witt en Lidewij van Beveren | 1525-1575 en/of 1585-1650 |            |
| SK-A-4056        | Anoniem (Noordelijke Nederlanden)                            | Portret van een man | Ca. 1530-1540             |            |
| SK-A-2107        | Anoniem (Noordelijke Nederlanden)                            | Portretten van een man en een vrouw | Ca. 1540-1550             |            |
| SK-A-2108        | Anoniem (Noordelijke Nederlanden)                            | Portretten van een man en een vrouw | Ca. 1540-1550             |            |
| SK-A-3215        | Anoniem (Noordelijke Nederlanden)                            | Portret van Allert Boelisse | Ca. 1550                  |            |
| SK-C-405         | Anoniem (Noordelijke Nederlanden)                            | Schuttersmaaltijd met acht figuren | Ca. 1550                  |            |
| SK-A-5107        | Anoniem (Noordelijke Nederlanden)                            | Jezus en de Kanaänitische vrouw | Ca. 1550-1555             |            |
| SK-A-4715        | Anoniem (Noordelijke Nederlanden)                            | Portret van Arent Franckensz van der Meer, Heer van Papendrecht, genaamd Quaet Aertje, en Jacomina Claesdr. van Ruyven                                                      | Ca. 1550-1560             |            |
| SK-A-4716        | Anoniem (Noordelijke Nederlanden)                            | Portret van Arent Franckensz van der Meer, Heer van Papendrecht, genaamd Quaet Aertje, en Jacomina Claesdr. van Ruyven                                                      | Ca. 1550-1560             |            |
| SK-A-4755        | Anoniem (Noordelijke Nederlanden)                            | Portret van een man | Ca. 1550-1560             |            |
| SK-A-4196        | Anoniem (Noordelijke Nederlanden)                            | Portret van een man, wellicht Willem Simon-Maertensz, ambachtsheer van Stavenisse en Cromstrijen                                                                            | 1557                      |            |
| SK-A-1599        | Anoniem (Noordelijke Nederlanden)                            | Twee zijluiken van een altaarstuk met de besnijdenis en de aanbidding der herders                                                                                           | Ca. 1570                  |            |
| SK-C-35          | Anoniem (Noordelijke Nederlanden)                            | Portret van Pieter Pietersz. Bicker | 1573                      |            |
| SK-A-2372        | Anoniem (Noordelijke Nederlanden)                            | Tabula Cebetis | 1573                      |            |
| SK-A-502         | Anoniem (Noordelijke Nederlanden)                            | Portret van Kenau Simonsdr. Hasselaer | 1573-1600                 |            |
| SK-A-4170        | Anoniem (Noordelijke Nederlanden)                            | Dirk van Bronkhorst op zijn sterfbed tijdens het beleg van Leiden in 1574                                                                                                   | 1574-1600                 |            |
| SK-A-2624        | Anoniem (Noordelijke Nederlanden)                            | De ark van Noach | 1575-1600                 |            |
| SK-A-4758        | Anoniem (Noordelijke Nederlanden) Mogelijk Cornelis Engelsz. | Portretten van Cornelis Fransz. de Witt en Johanna Heymans | 1575-1650                 |            |
| SK-A-4759        | Anoniem (Noordelijke Nederlanden) Mogelijk Cornelis Engelsz. | Portretten van Cornelis Fransz. de Witt en Johanna Heymans | 1575-1650                 |            |
| SK-C-1560        | Anoniem (Noordelijke Nederlanden)                            | Portret van Willem Ploos van Amstel | 1578                      |            |
| SK-A-575         | Anoniem (Noordelijke Nederlanden)                            | Portret van Charles de Heraugières | 1590                      |            |
| SK-A-636         | Anoniem (Noordelijke Nederlanden)                            | Portret van een vrouw | Ca. 1590                  |            |
| SK-A-4468        | Anoniem (Noordelijke Nederlanden)                            | Portret van een jonge vrouw | Ca. 1590                  |            |
| SK-A-970         | Anoniem (Noordelijke Nederlanden)                            | Portret van Doedt van Holdinga | 1598                      |            |
| SK-A-2867        | Anoniem (Noordelijke Nederlanden)                            | Portret van een man | Ca. 1600                  |            |
| SK-A-4152        | Anoniem (Noordelijke Nederlanden)                            | De Vrede maant de kerken tot verdraagzaamheid | 1600-1625                 |            |
| SK-C-33          | Anoniem (Noordelijke Nederlanden)                            | Portretten van Pieter Bicker en Anna Codde | 1600-1700                 |            |
| SK-C-34          | Anoniem (Noordelijke Nederlanden)                            | Portretten van Pieter Bicker en Anna Codde | 1600-1700                 |            |
| SK-A-3912        | Anoniem (Noordelijke Nederlanden)                            | Portret van Francisco Hurtado de Mendoza | 1601                      |            |
| SK-A-956         | Anoniem (Noordelijke Nederlanden)                            | Portret van een jongetje, mogelijk Lodewijk van Nassau, later heer van Beverweerd, de Leck, Odijk en Lekkerkerk                                                             | 1604                      |            |
| SK-A-876         | Anoniem (Noordelijke Nederlanden)                            | Portret van Otto Brahe (1578-1652) | Ca. 1605-1610             |            |
| SK-A-877         | Anoniem (Noordelijke Nederlanden)                            | Portret van Karel van der Hoeven | Ca. 1605-1615             |            |
| SK-A-1230        | Anoniem (Noordelijke Nederlanden)                            | Portret van Bartholomeus Andrio Walsdorffer | Ca. 1605-1615             |            |
| SK-A-1469        | Anoniem (Noordelijke Nederlanden)                            | Portret van Pieter Willemsz. Verhoeff | Ca. 1607-1609             |            |
| SK-C-506         | Anoniem (Noordelijke Nederlanden)                            | Portret van een vrouw, vermoedelijk een tante of oudere zuster van Isabeau de Halinck, grootmoeder van Louys de Geer                                                        | 1608                      |            |
| SK-A-523         | Anoniem (Noordelijke Nederlanden)                            | Portret van Lodewijk, graaf van Nassau Zie Leeuwarden-reeks | Ca. 1609-1633             |            |
| SK-A-528         | Anoniem (Noordelijke Nederlanden)                            | Portret van een onbekende graaf of officier, vermoedelijk Jan de Oude, graaf van Nassau Zie Leeuwarden-reeks                                                                | Ca. 1609-1633             |            |
| SK-A-868         | Anoniem (Noordelijke Nederlanden)                            | Keukeninterieur met de gelijkenis van de rijke man en de arme Lazarus | Ca. 1610                  |            |
| SK-A-3497        | Anoniem (Noordelijke Nederlanden)                            | Maria Magdalena bij het kruis | Ca. 1610                  |            |
| SK-A-587         | Anoniem (Noordelijke Nederlanden)                            | Portret van een man uit het geslacht Rijswijck of Van Rijswijk | Ca. 1610-1620             |            |
| SK-A-738         | Anoniem (Noordelijke Nederlanden)                            | Portret van een man | Ca. 1610-1620             |            |
| SK-A-875         | Anoniem (Noordelijke Nederlanden)                            | Portret van Eberhardt Hanekrodt | Ca. 1610-1620             |            |
| SK-A-2727        | Anoniem (Noordelijke Nederlanden)                            | Portret van Frederik Houtman | Ca. 1610-1620             |            |
| SK-A-2104        | Anoniem (Noordelijke Nederlanden)                            | Portret van een jonge man | 1614                      |            |
| SK-A-2661        | Anoniem (Noordelijke Nederlanden)                            | Een zeeschip vaart een binnenwater op | Ca. 1614-1630             |            |
| SK-A-3756        | Anoniem (Noordelijke Nederlanden)                            | Portret van Gerard Reynst Zie Portrettengalerij van de gouverneurs-generaal van Nederlands-Indië                                                                            | 1614-1675                 |            |
| SK-A-2871        | Anoniem (Noordelijke Nederlanden)                            | Portret van een man | Ca. 1615                  |            |
| SK-A-576         | Anoniem (Noordelijke Nederlanden)                            | Portret van een kapitein met de familienaam Ripperda | Ca. 1615-1620             |            |
| SK-A-577         | Anoniem (Noordelijke Nederlanden)                            | Portret van een man | Ca. 1615-1620             |            |
| SK-A-905         | Anoniem (Noordelijke Nederlanden)                            | Portret van Margarita Cassier | 1616                      |            |
| SK-A-3757        | Anoniem (Noordelijke Nederlanden)                            | Portret van Laurens Reael Zie Portrettengalerij van de gouverneurs-generaal van Nederlands-Indië                                                                            | 1616-1675                 |            |
| SK-A-1429        | Anoniem (Noordelijke Nederlanden)                            | De kwakzalver | Ca. 1619-1625             |            |
| SK-A-201         | Anoniem (Noordelijke Nederlanden)                            | Portret van een echtpaar met vier kinderen | Ca. 1620-1625             |            |
| SK-A-3758        | Anoniem (Noordelijke Nederlanden)                            | Portret van Jan Pietersz. Coen Zie Portrettengalerij van de gouverneurs-generaal van Nederlands-Indië                                                                       | 1620-1675                 |            |
| SK-A-328         | Anoniem (Noordelijke Nederlanden)                            | Portret van een man, waarschijnlijk Joris van Cats | Ca. 1621                  |            |
| SK-C-1551        | Anoniem (Noordelijke Nederlanden)                            | Allegorie op de tirannie van de hertog van Alva in de Nederlanden | Ca. 1622-1630             |            |
| SK-A-2076        | Anoniem (Noordelijke Nederlanden)                            | Portret van Mertijntje van Ceters | 1623                      |            |
| SK-A-823         | Anoniem (Noordelijke Nederlanden)                            | Portret van een man | 1623                      |            |
| SK-A-929         | Anoniem (Noordelijke Nederlanden)                            | Wapenbord met de wapens van Boudaen en Fourmenois | 1623                      |            |
| SK-A-3759        | Anoniem (Noordelijke Nederlanden)                            | Portret van Pieter de Carpentier Zie Portrettengalerij van de gouverneurs-generaal van Nederlands-Indië                                                                     | 1623-1675                 |            |
| SK-A-928         | Anoniem (Noordelijke Nederlanden)                            | Wapenbord met de wapens van het echtpaar Pieter Courten en Hortensia del Prado, 1625                                                                                        | 1625                      |            |
| SK-A-2519-A      | Anoniem (Noordelijke Nederlanden)                            | Borstbeeld van Jupiter Zie Decoratieprogramma van het voorhuis van het Oudezijds Huiszittenhuis                                                                             | 1625-1675                 |            |
| SK-A-2519-B      | Anoniem (Noordelijke Nederlanden)                            | Borstbeeld van Juno Zie Decoratieprogramma van het voorhuis van het Oudezijds Huiszittenhuis                                                                                | 1625-1675                 |            |
| SK-A-2519-C      | Anoniem (Noordelijke Nederlanden)                            | Borstbeeld van Venus Zie Decoratieprogramma van het voorhuis van het Oudezijds Huiszittenhuis                                                                               | 1625-1675                 |            |
| SK-A-2519-D      | Anoniem (Noordelijke Nederlanden)                            | Borstbeeld van Antinous Zie Decoratieprogramma van het voorhuis van het Oudezijds Huiszittenhuis                                                                            | 1625-1675                 |            |
| SK-A-2520-A      | Anoniem (Noordelijke Nederlanden)                            | Decoratiestuk met lauwerkrans met bloemen Zie Decoratieprogramma van het voorhuis van het Oudezijds Huiszittenhuis                                                          | 1625-1675                 |            |
| SK-A-2520-B      | Anoniem (Noordelijke Nederlanden)                            | Decoratiestuk met lauwerkrans met bloemen en vruchten Zie Decoratieprogramma van het voorhuis van het Oudezijds Huiszittenhuis                                              | 1625-1675                 |            |
| SK-A-2520-C      | Anoniem (Noordelijke Nederlanden)                            | Decoratiestuk met lauwerkrans met bloemen Zie Decoratieprogramma van het voorhuis van het Oudezijds Huiszittenhuis                                                          | 1625-1675                 |            |
| SK-A-2520-D      | Anoniem (Noordelijke Nederlanden)                            | Decoratiestuk met lauwerkrans met bloemen Zie Decoratieprogramma van het voorhuis van het Oudezijds Huiszittenhuis                                                          | 1625-1675                 |            |
| SK-A-2521-A      | Anoniem (Noordelijke Nederlanden)                            | Decoratiestuk met guirlande van bloemen en vruchten Zie Decoratieprogramma van het voorhuis van het Oudezijds Huiszittenhuis                                                | 1625-1675                 |            |
| SK-A-2521-B      | Anoniem (Noordelijke Nederlanden)                            | Decoratiestuk met guirlande van tarwehalmen, druiventrossen en maiskolven Zie Decoratieprogramma van het voorhuis van het Oudezijds Huiszittenhuis                          | 1625-1675                 |            |
| SK-A-2522-A      | Anoniem (Noordelijke Nederlanden)                            | Decoratiestuk met een guirlande met muziekinstrumenten Zie Decoratieprogramma van het voorhuis van het Oudezijds Huiszittenhuis                                             | 1625-1675                 |            |
| SK-A-2522-B      | Anoniem (Noordelijke Nederlanden)                            | Decoratiestuk met een guirlande van muziekinstrumenten en bladmuziek Zie Decoratieprogramma van het voorhuis van het Oudezijds Huiszittenhuis                               | 1625-1675                 |            |
| SK-A-2522-C      | Anoniem (Noordelijke Nederlanden)                            | Decoratiestukken met guirlande van vruchten, bloemen en korenhalmen Zie Decoratieprogramma van het voorhuis van het Oudezijds Huiszittenhuis                                | 1625-1675                 |            |
| SK-A-3755        | Anoniem (Noordelijke Nederlanden)                            | Portret van Pieter Both Zie Portrettengalerij van de gouverneurs-generaal van Nederlands-Indië                                                                              | 1625-1675                 |            |
| SK-C-1528        | Anoniem (Noordelijke Nederlanden)                            | Portret van Jacob Hendricksz. van Swieten | 1626                      |            |
| SK-A-1975        | Anoniem (Noordelijke Nederlanden)                            | Een reuzenradijs | 1626                      |            |
| SK-A-2079        | Anoniem (Noordelijke Nederlanden)                            | Portretten van een man en een vrouw | 1627                      |            |
| SK-A-2080        | Anoniem (Noordelijke Nederlanden)                            | Portretten van een man en een vrouw | 1645                      |            |
| SK-A-4469        | Anoniem (Noordelijke Nederlanden)                            | Familieportret | 1627                      |            |
| SK-A-3216        | Anoniem (Noordelijke Nederlanden)                            | Portret van Claes Allertsz. Boelens | 1627 of later             |            |
| SK-A-3217        | Anoniem (Noordelijke Nederlanden)                            | Portret van Pieter Claesz. Boelens | 1627 of later             |            |
| SK-C-1225        | Anoniem (Noordelijke Nederlanden)                            | Portret van Cornelis Haga | Ca. 1645                  |            |
| SK-A-2077        | Anoniem (Noordelijke Nederlanden)                            | Portret van Nicolaas de Witte | 1629                      |            |
| SK-A-3760        | Anoniem (Noordelijke Nederlanden)                            | Portret van Jacques Specx Zie Portrettengalerij van de gouverneurs-generaal van Nederlands-Indië                                                                            | 1629-1675                 |            |
| SK-C-1341        | Anoniem (Noordelijke Nederlanden)                            | Portret van Suzanna Moor | 1629 of later             |            |
| SK-A-3742        | Anoniem (Noordelijke Nederlanden)                            | Portret van Suzanna Moor | 1629 of later             |            |
| SK-A-585         | Anoniem (Noordelijke Nederlanden)                            | Portret van Ursula, gravin van Solms-Braunfels | Ca. 1630                  |            |
| SK-A-2196        | Anoniem (Noordelijke Nederlanden)                            | Portret van Paul de Hooghe | 1630                      |            |
| SK-A-204         | Anoniem (Noordelijke Nederlanden)                            | Portret van Pieter Pietersz. Heijn | Ca. 1630-1640             |            |
| SK-A-4760        | Anoniem (Noordelijke Nederlanden)                            | Portretten van Jacob de Witt en Anna van den Corput | 1630-1645                 |            |
| SK-A-4761        | Anoniem (Noordelijke Nederlanden)                            | Portretten van Jacob de Witt en Anna van den Corput | 1630-1645                 |            |
| SK-A-1312        | Anoniem (Noordelijke Nederlanden)                            | Portret van Gerrit Ottsz. Hinlopen | 1631                      |            |
| SK-A-1319        | Anoniem (Noordelijke Nederlanden)                            | Portretten van Reijnier Ottsz. Hinlopen en Trijntje Tijsdr. van Nooij | 1631                      |            |
| SK-A-1313        | Anoniem (Noordelijke Nederlanden)                            | Portretten van Reijnier Ottsz. Hinlopen en Trijntje Tijsdr. van Nooij | 1631                      |            |
| SK-A-3761        | Anoniem (Noordelijke Nederlanden)                            | Portret van Hendrik Brouwer Zie Portrettengalerij van de gouverneurs-generaal van Nederlands-Indië                                                                          | 1632-1675                 |            |
| SK-A-326         | Anoniem (Noordelijke Nederlanden)                            | Portretten van een man en een vrouw | 1633                      |            |
| SK-A-327         | Anoniem (Noordelijke Nederlanden)                            | Portretten van een man en een vrouw | 1633                      |            |
| SK-A-4766        | Anoniem (Noordelijke Nederlanden)                            | Portretten van Diederick Hoeufft en Anna Luls | 1634-1800                 |            |
| SK-A-4767        | Anoniem (Noordelijke Nederlanden)                            | Portretten van Diederick Hoeufft en Anna Luls | 1651-1700                 |            |
| SK-A-3316        | Anoniem (Noordelijke Nederlanden)                            | Riviergezicht | Ca. 1635                  |            |
| SK-A-2665        | Anoniem (Noordelijke Nederlanden)                            | Portret van Adam van Westerwolt | 1636                      |            |
| SK-A-930         | Anoniem (Noordelijke Nederlanden)                            | Wapenbord met het wapen van Laurens Jacobsz. de Witte en zijn acht kwartieren                                                                                               | 1636-1650                 |            |
| SK-A-3762        | Anoniem (Noordelijke Nederlanden)                            | Portret van Antonio van Diemen Zie Portrettengalerij van de gouverneurs-generaal van Nederlands-Indië                                                                       | 1636-1675                 |            |
| SK-A-4101        | Anoniem (Noordelijke Nederlanden)                            | Portret van een man | 1639                      |            |
| SK-A-2207        | Anoniem (Noordelijke Nederlanden)                            | Portret van een luitspeler | Ca. 1640                  |            |
| SK-A-580         | Anoniem (Noordelijke Nederlanden)                            | Portret van Johannes Wtenbogaert | Ca. 1640-1644             |            |
| SK-A-1203        | Anoniem (Noordelijke Nederlanden)                            | Festoen van bloemen Zie Vier decoratiestukken met een bloemfestoen | Ca. 1640-1660             |            |
| SK-A-1204        | Anoniem (Noordelijke Nederlanden)                            | Festoen van bloemen Zie Vier decoratiestukken met een bloemfestoen | Ca. 1640-1660             |            |
| SK-A-1205        | Anoniem (Noordelijke Nederlanden)                            | Festoen van bloemen Zie Vier decoratiestukken met een bloemfestoen | Ca. 1640-1660             |            |
| SK-A-1206        | Anoniem (Noordelijke Nederlanden)                            | Festoen van bloemen Zie Vier decoratiestukken met een bloemfestoen | Ca. 1640-1660             |            |
| SK-A-4470        | Anoniem (Noordelijke Nederlanden)                            | Gezicht op de stad Heusden | Ca. 1640-1660             |            |
| SK-A-920         | Anoniem (Noordelijke Nederlanden)                            | Portret van een man | 1643                      |            |
| SK-A-1252        | Anoniem (Noordelijke Nederlanden)                            | Portret van Jacoba Bontemantel | 1644                      |            |
| SK-C-427         | Anoniem (Noordelijke Nederlanden)                            | Een ruitergevecht | Ca. 1645                  |            |
| SK-A-3763        | Anoniem (Noordelijke Nederlanden)                            | Portret van Cornelis van der Lijn Zie Portrettengalerij van de gouverneurs-generaal van Nederlands-Indië                                                                    | 1645-1675                 |            |
| SK-A-2075        | Anoniem (Noordelijke Nederlanden)                            | Portret van Johan van Ceters | Ca. 1650 of later         |            |
| SK-A-3881        | Anoniem (Noordelijke Nederlanden)                            | Portretten van Karel I, koning van Engeland, en Oliver Cromwell in een omlijsting met allegorische figuren en historische voorstellingen                                    | Ca. 1650                  |            |
| SK-A-3882        | Anoniem (Noordelijke Nederlanden)                            | Portretten van Karel I, koning van Engeland, en Oliver Cromwell in een omlijsting met allegorische figuren en historische voorstellingen                                    | Ca. 1650                  |            |
| SK-A-4707        | Anoniem (Noordelijke Nederlanden)                            | Putti met adelaar boven de wolken Zie Vier plafondschilderingen met putti                                                                                                   | Ca. 1650                  |            |
| SK-A-4708        | Anoniem (Noordelijke Nederlanden)                            | Putti met festoen Zie Vier plafondschilderingen met putti | Ca. 1650                  |            |
| SK-A-4709        | Anoniem (Noordelijke Nederlanden)                            | Wijzende putti Zie Vier plafondschilderingen met putti | Ca. 1650                  |            |
| SK-A-4710        | Anoniem (Noordelijke Nederlanden)                            | Buitelende putti met bloemen Zie Vier plafondschilderingen met putti | Ca. 1650                  |            |
| SK-A-4711        | Anoniem                                                      | Apotheose | Ca. 1650                  |            |
| SK-A-3764        | Anoniem (Noordelijke Nederlanden)                            | Portret van Karel Reyniersz Zie Portrettengalerij van de gouverneurs-generaal van Nederlands-Indië                                                                          | 1650-1675                 |            |
| SK-C-1656        | Anoniem (Noordelijke Nederlanden)                            | Portret van een landmeter (Andries van der Wal) | 1650-1675                 |            |
| SK-A-1211        | Anoniem (Noordelijke Nederlanden)                            | Christelijke allegorie met twee kinderen met een kruis en een kelk Zie Vier decoratiestukken met christelijke allegorieën                                                   | 1650-1700                 |            |
| SK-A-1212        | Anoniem (Noordelijke Nederlanden)                            | Christelijke allegorie met twee kinderen met een bijbel en een slang Zie Vier decoratiestukken met christelijke allegorieën                                                 | 1650-1700                 |            |
| SK-A-1213        | Anoniem (Noordelijke Nederlanden)                            | Christelijke allegorie met twee kinderen die elk een karaf in een schaal uitgieten Zie Vier decoratiestukken met christelijke allegorieën                                   | 1650-1700                 |            |
| SK-A-1214        | Anoniem (Noordelijke Nederlanden)                            | Christelijke allegorie met twee kinderen die elkaar omhelzen Zie Vier decoratiestukken met christelijke allegorieën                                                         | 1650-1700                 |            |
| SK-C-474         | Anoniem (Noordelijke Nederlanden)                            | De presentatie in de tempel | 1650-1700                 |            |
| SK-A-1882        | Anoniem (Noordelijke Nederlanden)                            | Stilleven met citroenen en brood | 1650-1700                 |            |
| SK-A-3751        | Anoniem (Noordelijke Nederlanden)                            | De wapens van Sara van Os en Jan van Reyersbergh met hun acht kwartieren | 1650-1700                 |            |
| SK-A-3752        | Anoniem (Noordelijke Nederlanden)                            | De wapens van Sara van Os en Jan van Reyersbergh met hun acht kwartieren | 1650-1700                 |            |
| SK-A-1391        | Anoniem (Noordelijke Nederlanden)                            | De zeeslag bij Livorno, 14 maart 1653, gebeurtenis uit de Eerste Engelse Zeeoorlog                                                                                          | 1653-1660                 |            |
| SK-A-3354        | Anoniem (Noordelijke Nederlanden)                            | Portret van een man | 1655                      |            |
| SK-A-2866        | Anoniem (Noordelijke Nederlanden)                            | Portret van een vrouw | Ca. 1655                  |            |
| SK-A-842         | Anoniem (Noordelijke Nederlanden)                            | Portret van een echtpaar met kind, leden van de familie van Beresteyn | Ca. 1655                  |            |
| SK-A-2967        | Anoniem (Noordelijke Nederlanden)                            | Portret van Johan Maurits, graaf van Nassau-Siegen | Ca. 1660                  |            |
| SK-A-4018        | Anoniem (Noordelijke Nederlanden)                            | Een lezende man | Ca. 1660                  |            |
| SK-A-132         | Anoniem (Noordelijke Nederlanden)                            | Landschap met overtoom | Ca. 1660                  |            |
| SK-A-805         | Anoniem (Noordelijke Nederlanden)                            | Portretten van Jan van Riebeeck en Maria Quevellerius of zijn tweede vrouw Maria Scipio                                                                                     | Ca. 1660                  |            |
| SK-A-806         | Anoniem (Noordelijke Nederlanden)                            | Portretten van Jan van Riebeeck en Maria Quevellerius of zijn tweede vrouw Maria Scipio                                                                                     | Ca. 1660                  |            |
| SK-A-1979        | Anoniem (Noordelijke Nederlanden)                            | Zuidelijk landschap met kasteelruïne | Ca. 1665                  |            |
| SK-A-1260        | Anoniem (Noordelijke Nederlanden)                            | Portretten van Nicolaas Klopper en Margaretha Le Gouche | Ca. 1665                  |            |
| SK-A-1261        | Anoniem (Noordelijke Nederlanden)                            | Portretten van Nicolaas Klopper en Margaretha Le Gouche | Ca. 1665                  |            |
| SK-A-4478        | Anoniem (Noordelijke Nederlanden)                            | Zwart paard door een stalknecht geleid | Ca. 1670                  |            |
| SK-A-1422        | Anoniem (Noordelijke Nederlanden)                            | Portret van Carel Rabenhaupt | Ca. 1670                  |            |
| SK-A-1640        | Anoniem (Noordelijke Nederlanden)                            | Het stukzeilen van de ketting over de Medway op 22 juni 1667; episode uit de tocht naar Chatham                                                                             | Ca. 1670                  |            |
| SK-A-609         | Anoniem (Noordelijke Nederlanden)                            | Portret van een admiraal, vermoedelijk Adriaen Banckert | Ca. 1670                  |            |
| SK-A-4810        | Anoniem (Noordelijke Nederlanden)                            | Portret van een officier | Ca. 1675                  |            |
| SK-A-4121        | Anoniem (Noordelijke Nederlanden?)                           | Meleager en Atalanta | Ca. 1675-1700             |            |
| SK-A-1628        | Anoniem (Noordelijke Nederlanden)                            | Portret van een admiraal, vermoedelijk Willem van Ewijck | Ca. 1680                  |            |
| SK-A-1671        | Anoniem (Noordelijke Nederlanden)                            | Portret van Cornelis van Aerssen | Ca. 1680                  |            |
| SK-A-3895        | Anoniem (Noordelijke Nederlanden)                            | Portret van een edelsmid | Ca. 1680                  |            |
| SK-C-513         | Anoniem (Noordelijke Nederlanden)                            | De alliantie-wapens van Jacob Ploos van Amstel en Margareta Tol, 1683 | 1683-1700                 |            |
| SK-A-741         | Anoniem (Noordelijke Nederlanden)                            | De rede van Vlissingen | Ca. 1690                  |            |
| SK-A-3769        | Anoniem (Noordelijke Nederlanden)                            | Portret van Willem van Outshoorn Zie Portrettengalerij van de gouverneurs-generaal van Nederlands-Indië                                                                     | 1691-1700                 |            |
| SK-A-4479        | Anoniem (Noordelijke Nederlanden)                            | Portretten van Willem III, prins van Oranje, en Maria Stuart | Ca. 1695                  |            |
| SK-A-4480        | Anoniem (Noordelijke Nederlanden)                            | Portretten van Willem III, prins van Oranje, en Maria Stuart | Ca. 1695                  |            |
| SK-A-4769        | Anoniem (Noordelijke Nederlanden)                            | Portret van Jacob Hoeufft | Ca. 1700                  |            |
| SK-A-4749        | Anoniem (Noordelijke Nederlanden)                            | Portret van Jan van Lennep de Oude | Ca. 1700                  |            |
| SK-A-630         | Anoniem (Noordelijke Nederlanden)                            | Portret van een vrouw uit de familie Balguerie | Ca. 1700                  |            |
| SK-A-811         | Anoniem (Noordelijke Nederlanden)                            | Portretten van Abraham van Riebeeck en Elisabeth van Oosten | Ca. 1700                  |            |
| SK-A-812         | Anoniem (Noordelijke Nederlanden)                            | Portretten van Abraham van Riebeeck en Elisabeth van Oosten | Ca. 1700                  |            |
| SK-A-4516        | Anoniem (Noordelijke Nederlanden)                            | Portret van Willem van Hogendorp Zie Rotterdamse VOC-serie | 1700-1750                 |            |
| SK-A-1347        | Anoniem (Noordelijke Nederlanden)                            | Decoratiestuk met gevogelte | 1700-1800                 |            |
| SK-A-4179        | Anoniem (Noordelijke Nederlanden)                            | Ceres, Bacchus en Amor | 1700-1800                 |            |
| SK-A-4205        | Anoniem (Noordelijke Nederlanden)                            | Wapenbord met het wapen van de familie Snoeck | 1700-1800                 |            |
| SK-C-1582        | Anoniem (Noordelijke Nederlanden)                            | Uithangbord, aan weerszijden beschilderd met een haringbuis | 1700-1800                 |            |
| SK-A-610         | Anoniem (Noordelijke Nederlanden)                            | Tarquinius en Lucretia | 1700-1800                 |            |
| SK-A-976         | Anoniem (Noordelijke Nederlanden)                            | Portret van Edzard I, graaf van Oost-Friesland | 1700-1800 (?)             |            |
| SK-A-1947        | Anoniem (Noordelijke Nederlanden)                            | Zeeslag in de baai van Vigo, 23 oktober 1702. Episode uit de Spaanse Successieoorlog                                                                                        | Ca. 1705                  |            |
| SK-A-626         | Anoniem (Noordelijke Nederlanden)                            | Portret van Theodora Rijswijk | Ca. 1710                  |            |
| SK-A-627         | Anoniem (Noordelijke Nederlanden)                            | Portret van Maria van Rijswijk | Ca. 1710                  |            |
| SK-A-628         | Anoniem (Noordelijke Nederlanden)                            | Portret van Jacques Rijswijk bellen blazend | Ca. 1710                  |            |
| SK-A-629         | Anoniem (Noordelijke Nederlanden)                            | Portret van Cornelia Rijswijk | Ca. 1710                  |            |
| SK-A-634         | Anoniem (Noordelijke Nederlanden)                            | Portret van Jacoba Magtelda Rijswijk | Ca. 1710                  |            |
| SK-A-3771        | Anoniem (Noordelijke Nederlanden)                            | Portret van Abraham van Riebeeck | 1710-1713                 |            |
| SK-A-4519        | Anoniem (Noordelijke Nederlanden)                            | Portret van Engelbert van Berckel Zie Rotterdamse VOC-serie | 1715-1750                 |            |
| SK-A-2803        | Anoniem (Noordelijke Nederlanden)                            | Portret van Johan Arnold Zoutman | Ca. 1725                  |            |
| SK-A-3774        | Anoniem (Noordelijke Nederlanden)                            | Portret van Mattheus de Haan Zie Portrettengalerij van de gouverneurs-generaal van Nederlands-Indië                                                                         | 1726                      |            |
| SK-A-4520        | Anoniem (Noordelijke Nederlanden)                            | Portret van Hendrik Braats Zie Rotterdamse VOC-serie | 1729-1750                 |            |
| SK-C-1570        | Anoniem (Noordelijke Nederlanden)                            | Portret van een geschiedkundige | Ca. 1730                  |            |
| SK-A-3779        | Anoniem (Noordelijke Nederlanden)                            | Portret van Johannes Thedens Zie Portrettengalerij van de gouverneurs-generaal van Nederlands-Indië                                                                         | 1741-1743                 |            |
| SK-A-3780        | Anoniem (Noordelijke Nederlanden)                            | Portret van Gustaaf Willem Baron van Imhoff Zie Portrettengalerij van de gouverneurs-generaal van Nederlands-Indië                                                          | 1742-1750                 |            |
| SK-C-1575        | Anoniem (Noordelijke Nederlanden)                            | Portret van Gerrit Schnetzler | Ca. 1745                  |            |
| SK-C-475         | Anoniem (Noordelijke Nederlanden)                            | Kindergroepje achter een balustrade | Ca. 1750                  |            |
| SK-A-887         | Anoniem (Noordelijke Nederlanden)                            | Portret van Willem IV, prins van Oranje-Nassau | Ca. 1750                  |            |
| SK-A-3781        | Anoniem (Noordelijke Nederlanden)                            | Portret van Jacob Mossel Zie Portrettengalerij van de gouverneurs-generaal van Nederlands-Indië                                                                             | 1750-1760                 |            |
| SK-A-4525        | Anoniem (Noordelijke Nederlanden)                            | Portret van Pieter Both Zie Portrettengalerij van de gouverneurs-generaal van Nederlands-Indië                                                                              | 1750-1800                 |            |
| SK-A-4526        | Anoniem (Noordelijke Nederlanden)                            | Portret van Gerard Reynst Zie Portrettengalerij van de gouverneurs-generaal van Nederlands-Indië                                                                            | 1750-1800                 |            |
| SK-A-4527        | Anoniem (Noordelijke Nederlanden)                            | Portret van Laurens Reael Zie Portrettengalerij van de gouverneurs-generaal van Nederlands-Indië                                                                            | 1750-1800                 |            |
| SK-A-4528        | Anoniem (Noordelijke Nederlanden)                            | Portret van Jan Pietersz. Coen Zie Portrettengalerij van de gouverneurs-generaal van Nederlands-Indië                                                                       | 1750-1800                 |            |
| SK-A-4529        | Anoniem (Noordelijke Nederlanden)                            | Portret van Pieter de Carpentier Zie Portrettengalerij van de gouverneurs-generaal van Nederlands-Indië                                                                     | 1750-1800                 |            |
| SK-A-4530        | Anoniem (Noordelijke Nederlanden)                            | Portret van Jacques Specx Zie Portrettengalerij van de gouverneurs-generaal van Nederlands-Indië                                                                            | 1750-1800                 |            |
| SK-A-4531        | Anoniem (Noordelijke Nederlanden)                            | Portret van Hendrik Brouwer Zie Portrettengalerij van de gouverneurs-generaal van Nederlands-Indië                                                                          | 1750-1800                 |            |
| SK-A-4532        | Anoniem (Noordelijke Nederlanden)                            | Portret van Antonio van Diemen Zie Portrettengalerij van de gouverneurs-generaal van Nederlands-Indië                                                                       | 1750-1800                 |            |
| SK-A-4533        | Anoniem (Noordelijke Nederlanden)                            | Portret van Cornelis van der Lijn Zie Portrettengalerij van de gouverneurs-generaal van Nederlands-Indië                                                                    | 1750-1800                 |            |
| SK-A-4534        | Anoniem (Noordelijke Nederlanden)                            | Portret van Karel Reyniersz Zie Portrettengalerij van de gouverneurs-generaal van Nederlands-Indië                                                                          | 1750-1800                 |            |
| SK-A-4540        | Anoniem (Noordelijke Nederlanden)                            | Portret van Abraham van Riebeeck Zie Portrettengalerij van de gouverneurs-generaal van Nederlands-Indië                                                                     | 1750-1800                 |            |
| SK-A-4543        | Anoniem (Noordelijke Nederlanden)                            | Portret van Mattheus de Haan Zie Portrettengalerij van de gouverneurs-generaal van Nederlands-Indië                                                                         | 1750-1800                 |            |
| SK-A-4550        | Anoniem (Noordelijke Nederlanden)                            | Portret van Jacob Mossel Zie Portrettengalerij van de gouverneurs-generaal van Nederlands-Indië                                                                             | 1750-1800                 |            |
| SK-A-1332        | Anoniem (Noordelijke Nederlanden)                            | Portretten van een man en een vrouw in zeventiende-eeuwse kleding | 1750-1800                 |            |
| SK-A-1333        | Anoniem (Noordelijke Nederlanden)                            | Portretten van een man en een vrouw in zeventiende-eeuwse kleding | 1750-1800                 |            |
| SK-A-1334        | Anoniem (Noordelijke Nederlanden)                            | Portret van een man in zeventiende-eeuwse kleding | 1750-1800                 |            |
| SK-A-1335        | Anoniem (Noordelijke Nederlanden)                            | Portret van een vrouw in achttiende-eeuwse kleding | 1750-1800                 |            |
| SK-C-1760        | Anoniem (Noordelijke Nederlanden)                            | Koopman met een slaaf | Ca. 1750-1800             |            |
| SK-A-926         | Anoniem (Noordelijke Nederlanden)                            | Portret van een man | Ca. 1760                  |            |
| SK-A-3782        | Anoniem (Noordelijke Nederlanden)                            | Portret van Petrus Albertus van der Parra Zie Portrettengalerij van de gouverneurs-generaal van Nederlands-Indië                                                            | 1761-1765                 |            |
| SK-A-4551        | Anoniem (Noordelijke Nederlanden)                            | Portret van Petrus Albertus van der Parra Zie Portrettengalerij van de gouverneurs-generaal van Nederlands-Indië                                                            | 1762-1800                 |            |
| SK-A-4194        | Anoniem (Noordelijke Nederlanden)                            | Allegorische voorstelling op de geboorte van Willem Frederik, prins van Oranje-Nassau, de latere koning Willem I                                                            | 1772                      |            |
| SK-A-1476        | Anoniem (Noordelijke Nederlanden)                            | Portretten van Willem Frederik, prins van Oranje-Nassau, de latere koning Willem I, en Willem George Frederik, prins van Oranje-Nassau als kind                             | Ca. 1775                  |            |
| SK-A-1477        | Anoniem (Noordelijke Nederlanden)                            | Portretten van Willem Frederik, prins van Oranje-Nassau, de latere koning Willem I, en Willem George Frederik, prins van Oranje-Nassau als kind                             | Ca. 1775                  |            |
| SK-A-3783        | Anoniem (Noordelijke Nederlanden)                            | Portret van Jeremias van Riemsdijk | 1775-1777                 |            |
| SK-A-3784        | Anoniem (Noordelijke Nederlanden)                            | Portret van Reinier de Klerk | 1777                      |            |
| SK-A-4876        | Anoniem (Noordelijke Nederlanden)                            | Allegorie op het Tractaat van Vriendschap en Commercie tusschen hun Hoog Mogenden de Staaten Generaal der Vereenigde Nederlanden en de Vereenigde Staaten van America, 1782 | 1782-1785                 |            |
| SK-A-4838        | Anoniem (Noordelijke Nederlanden)                            | Vrijheid en Patriottisme rouwen bij de graftombe van Joan-Derk baron van der Capellen tot den Pol                                                                           | 1784-1790                 |            |
| BK-NM-10937-A    | Anoniem (Noordelijke Nederlanden)                            | Wandbespanning van grove jute met voorstelling van figuren in tuin met vijver                                                                                               | 1785-1800                 |            |
| BK-NM-10937-B    | Anoniem (Noordelijke Nederlanden)                            | Wandbespanning van grove jute met voorstelling van Diana in boslandschap | 1785-1800                 |            |
| SK-A-2833        | Anoniem (Noordelijke Nederlanden)                            | Zeegezicht | 1800-1850                 |            |
| SK-A-3788        | Anoniem (Noordelijke Nederlanden)                            | Portret van Johannes Siberg Zie Portrettengalerij van de gouverneurs-generaal van Nederlands-Indië                                                                          | 1801-1805                 |            |
| SK-A-1519        | Anoniem (Noordelijke Nederlanden)                            | Portret van Willem I, souverein vorst der Verenigde Nederlanden, later koning der Nederlanden                                                                               | 1813-1815                 |            |
| SK-A-925         | Anoniem (Noordelijke Nederlanden)                            | Portret van Laurens de Witte van Citters | Ca. 1815                  |            |
| SK-A-4208        | Anoniem (Noordelijke Nederlanden)                            | Woelige zee met zeilschepen | 1825-1875                 |            |
| SK-A-4647        | Anoniem (Nederland)                                          | Havengezicht | 1825-1875                 |            |
| SK-A-2798        | Anoniem (Nederland)                                          | Portret van een schilder | 1830                      |            |
| SK-A-2172        | Anoniem (Nederland)                                          | Portret van een jonge vrouw | Ca. 1830                  |            |
| SK-A-2171        | Anoniem (Nederland)                                          | Portret van een meisje, vermoedelijk mejuffrouw Sligting | 1830-1843                 |            |
| SK-A-4945        | Anoniem (Nederland)                                          | Het legerkamp in Rijen | 1831-1835                 |            |
| SK-A-4687        | Anoniem (Nederland)                                          | Portret van een generaal | 1840                      |            |
| SK-A-4481        | Anoniem (Nederland)                                          | De begrafenis van pastoor Joannes Vitus Janssen (1803-43) in Paramaribo | 1843-1845                 |            |
| SK-A-4158        | Anoniem (Nederland)                                          | Portret van Charles van der Meulen | 1844-1849                 |            |
| SK-A-4193        | Anoniem (Nederland)                                          | Portret van een beeldhouwer, misschien Johannes Antonius van der Ven | 1845                      |            |
| SK-A-1961        | Anoniem (Nederland)                                          | Portret van J.C. de Brunett | Ca. 1850                  |            |
| SK-A-2861        | Anoniem (Nederland)                                          | Portret van Willem Frederik Wehmeyer | Ca. 1850                  |            |
| SK-A-2862        | Anoniem (Nederland)                                          | Portret van Anna Charlotte Koppelaar | Ca. 1850                  |            |
| SK-A-1837        | Anoniem (Nederland)                                          | Molen op de hoge kant van een vaart | 1850-1875                 |            |
| SK-A-4105        | Anoniem (Nederland)                                          | De beschieting van de Kraton van de Sultan van Djambi door de gouvernementsmarineschepen Celebes, Admiraal van Kinsbergen en Onrust op 8 september 1858                     | 1858-1865                 |            |
| SK-A-3794        | Anoniem (Nederland)                                          | Portret van Arnold Adriaan Buyskes | Ca. 1865                  |            |
| SK-A-3810        | Anoniem (Nederland)                                          | Portret van Otto van Rees | 1884-1900                 |            |
| SK-C-1461        | Anoniem (Nederland)                                          | Portret van Wilhelmina, koningin der Nederlanden | Ca. 1948                  |            |
| SK-A-1992        | Anoniem (Friesland)                                          | Portret van Worp van Ropta | 1542                      |            |
| SK-C-1498        | Anoniem (Holland)                                            | Vrouw uit Beets Zie Afbeeldingen van Nederlandse klederdrachten uit het derde kwart van de zestiende eeuw                                                                   | Ca. 1570                  |            |
| SK-C-1510        | Anoniem (Holland)                                            | Vrouw uit Benningbroek Zie Afbeeldingen van Nederlandse klederdrachten uit het derde kwart van de zestiende eeuw                                                            | Ca. 1570                  |            |
| SK-C-1496        | Anoniem (Holland)                                            | Vrouw uit Broek Zie Afbeeldingen van Nederlandse klederdrachten uit het derde kwart van de zestiende eeuw                                                                   | 1550-1575                 |            |
| SK-C-1509        | Anoniem (Holland)                                            | Meisje uit Edam Zie Afbeeldingen van Nederlandse klederdrachten uit het derde kwart van de zestiende eeuw                                                                   | 1550-1575                 |            |
| SK-C-1500        | Anoniem (Holland)                                            | Vrouw uit Edam Zie Afbeeldingen van Nederlandse klederdrachten uit het derde kwart van de zestiende eeuw                                                                    | 1550-1575                 |            |
| SK-C-1499        | Anoniem (Holland)                                            | Meisje uit Enkhuizen Zie Afbeeldingen van Nederlandse klederdrachten uit het derde kwart van de zestiende eeuw                                                              | 1550-1575                 |            |
| SK-C-1503        | Anoniem (Holland)                                            | Vrouw uit Enkhuizen Zie Afbeeldingen van Nederlandse klederdrachten uit het derde kwart van de zestiende eeuw                                                               | 1550-1575                 |            |
| SK-C-1492        | Anoniem (Holland)                                            | Vrouw uit Graft Zie Afbeeldingen van Nederlandse klederdrachten uit het derde kwart van de zestiende eeuw                                                                   | 1550-1575                 |            |
| SK-C-1512        | Anoniem (Holland)                                            | Meisje uit Harderwijk Zie Afbeeldingen van Nederlandse klederdrachten uit het derde kwart van de zestiende eeuw                                                             | 1550-1575                 |            |
| SK-C-1491        | Anoniem (Holland)                                            | Vrouw uit Harderwijk Zie Afbeeldingen van Nederlandse klederdrachten uit het derde kwart van de zestiende eeuw                                                              | 1550-1575                 |            |
| SK-C-1497        | Anoniem (Holland)                                            | Vrouw uit Heiloo Zie Afbeeldingen van Nederlandse klederdrachten uit het derde kwart van de zestiende eeuw                                                                  | 1550-1575                 |            |
| SK-C-1513        | Anoniem (Holland)                                            | Vrouw uit Hensbroek Zie Afbeeldingen van Nederlandse klederdrachten uit het derde kwart van de zestiende eeuw                                                               | 1550-1575                 |            |
| SK-C-1508        | Anoniem (Holland)                                            | Vrouw uit Hoogwoud Zie Afbeeldingen van Nederlandse klederdrachten uit het derde kwart van de zestiende eeuw                                                                | 1550-1575                 |            |
| SK-C-1505        | Anoniem (Holland)                                            | Vrouw uit Jisp Zie Afbeeldingen van Nederlandse klederdrachten uit het derde kwart van de zestiende eeuw                                                                    | 1550-1575                 |            |
| SK-C-1507        | Anoniem (Holland)                                            | Vrouw uit Landsmeer Zie Afbeeldingen van Nederlandse klederdrachten uit het derde kwart van de zestiende eeuw                                                               | 1550-1575                 |            |
| SK-C-1493        | Anoniem (Holland)                                            | Meisje uit Monnikendam Zie Afbeeldingen van Nederlandse klederdrachten uit het derde kwart van de zestiende eeuw                                                            | 1550-1575                 |            |
| SK-C-1506        | Anoniem (Holland)                                            | Vrouw uit Monnikendam Zie Afbeeldingen van Nederlandse klederdrachten uit het derde kwart van de zestiende eeuw                                                             | 1550-1575                 |            |
| SK-C-1511        | Anoniem (Holland)                                            | Vrouw uit Oosterleek Zie Afbeeldingen van Nederlandse klederdrachten uit het derde kwart van de zestiende eeuw                                                              | 1550-1575                 |            |
| SK-C-1494        | Anoniem (Holland)                                            | Vrouw uit Oosthuizen Zie Afbeeldingen van Nederlandse klederdrachten uit het derde kwart van de zestiende eeuw                                                              | 1550-1575                 |            |
| SK-C-1495        | Anoniem (Holland)                                            | Vrouw uit Oudendijk Zie Afbeeldingen van Nederlandse klederdrachten uit het derde kwart van de zestiende eeuw                                                               | 1550-1575                 |            |
| SK-C-1501        | Anoniem (Holland)                                            | Meisje uit Schagen Zie Afbeeldingen van Nederlandse klederdrachten uit het derde kwart van de zestiende eeuw                                                                | 1550-1575                 |            |
| SK-C-1514        | Anoniem (Holland)                                            | Vrouw uit Schagen Zie Afbeeldingen van Nederlandse klederdrachten uit het derde kwart van de zestiende eeuw                                                                 | 1550-1575                 |            |
| SK-C-1504        | Anoniem (Holland)                                            | Vrouw uit Stavoren Zie Afbeeldingen van Nederlandse klederdrachten uit het derde kwart van de zestiende eeuw                                                                | 1550-1575                 |            |
| SK-C-1502        | Anoniem (Holland)                                            | Vrouw uit Wadwaay Zie Afbeeldingen van Nederlandse klederdrachten uit het derde kwart van de zestiende eeuw                                                                 | 1550-1575                 |            |
| SK-A-4484        | Anoniem (Holland)                                            | Portret van een man | Ca. 1595                  |            |
| SK-A-1841        | Anoniem (Holland)                                            | Portret van een man | 1597                      |            |
| SK-A-527         | Anoniem (Holland)                                            | Portret van Philips, graaf van Nassau Zie Leeuwarden-reeks | Ca. 1609-1633             |            |
| SK-A-551         | Anoniem (Holland)                                            | Portret van François de la Noue Zie Leeuwarden-reeks | Ca. 1609-1633             |            |
| SK-A-981         | Anoniem (Holland)                                            | Een ingebakerde tweeling: de vroeg gestorven kinderen van Jacob de Graeff en Aeltge Boelens                                                                                 | Ca. 1617                  |            |
| SK-A-4482        | Anoniem (Holland)                                            | Gezicht op Ambon | Ca. 1617                  |            |
| SK-A-1852        | Anoniem (Holland)                                            | Interieur met drinkende en spelende mensen | 1620-1625                 |            |
| SK-A-541         | Anoniem (Holland)                                            | Portret van Lodewijk Hendrik, vorst van Nassau-Dillenburg Zie Leeuwarden-reeks                                                                                              | Ca. 1625-1650             |            |
| SK-C-426         | Anoniem (Holland)                                            | Het legerkamp | 1625-1675                 |            |
| SK-A-4066        | Anoniem (Holland)                                            | De behandeling van krijgsgevangenen door de Tupinamba-indianen, in drie taferelen                                                                                           | Ca. 1630                  |            |
| SK-A-2258        | Anoniem (Holland)                                            | Vanitasstilleven met boeken | 1633                      |            |
| SK-A-578         | Anoniem (Holland)                                            | Portret van Willem van Oldenbarneveldt, heer van Stoutenburg | 1634                      |            |
| SK-A-567         | Anoniem (Holland)                                            | Portret van een man | Ca. 1635                  |            |
| SK-A-537         | Anoniem (Holland)                                            | Portret van George Frederik, vorst van Nassau-Siegen | 1636                      |            |
| SK-A-1675        | Anoniem (Holland)                                            | Portret van Willem Usselinx | 1637                      |            |
| SK-A-3299        | Anoniem (Holland)                                            | Portret van een jonge vrouw | 1637                      |            |
| SK-A-608         | Anoniem (Holland)                                            | Het slot Teylingen | 1640                      |            |
| SK-A-1248        | Anoniem (Holland)                                            | Portret van een man | 1640                      |            |
| SK-A-202         | Anoniem (Holland)                                            | Portret van Joos van Trappen, genoemd Banckers | Ca. 1640                  |            |
| SK-A-4483        | Anoniem (Holland)                                            | De abdij Leeuwenhorst in Rijnland | 1641                      |            |
| SK-C-289         | Anoniem (Holland)                                            | Portret van een man | Ca. 1650                  |            |
| SK-A-583         | Anoniem (Holland)                                            | Portretten van een man en een vrouw, vermoedelijk Willem van de Velden en Elsje van Houweningen                                                                             | 1657                      |            |
| SK-A-584         | Anoniem (Holland)                                            | Portretten van een man en een vrouw, vermoedelijk Willem van de Velden en Elsje van Houweningen                                                                             | 1656                      |            |
| SK-A-724         | Anoniem (Holland)                                            | Portret van Wijnand Wijnands | Ca. 1660                  |            |
| SK-A-4778        | Anoniem (Holland)                                            | Gezicht op de haven van Suratte | Ca. 1670                  |            |
| SK-A-3296        | Anoniem (Holland)                                            | Speeljacht en oorlogsschip | 1675-1700                 |            |
| SK-A-821         | Anoniem (Holland)                                            | Portretten van Petronella Kettingh en Diederik van Hogendorp, heer van Cromstrijen                                                                                          | Ca. 1690                  |            |
| SK-A-822         | Anoniem (Holland)                                            | Portretten van Petronella Kettingh en Diederik van Hogendorp, heer van Cromstrijen                                                                                          | Ca. 1690                  |            |
| SK-A-824         | Anoniem (Holland)                                            | Portretten van François Leydecker en Anna Maria van Hogendorp | Ca. 1690                  |            |
| SK-A-827         | Anoniem (Holland)                                            | Portretten van François Leydecker en Anna Maria van Hogendorp | Ca. 1690                  |            |
| SK-A-2805        | Anoniem (Holland)                                            | Decoratiestuk met drie putti Zie Twee decoratiestukken met putti | Ca. 1690                  |            |
| SK-A-2806        | Anoniem (Holland)                                            | Decoratiestuk met drie putti Zie Twee decoratiestukken met putti | Ca. 1690                  |            |
| SK-A-4655        | Anoniem (Holland)                                            | Plafondstuk met de apotheose van een vorst, die door Mars en Minerva tot Jupiter wordt gevoerd                                                                              | Ca. 1700                  |            |
| SK-C-1771        | Anoniem (Holland)                                            | Wapenkaart met de afstamming van de geslachten Holland, bijg. Fonteyn, Hollandt bijg. van Beuningen, Hollandt bijg. Plemp en Danckerts uit Floris V, graaf van Holland      | 1700-1800                 |            |
| SK-C-278         | Anoniem (Holland)                                            | Drie mannen in zeventiende-eeuws kostuum dansend in een voorhuis | 1700-1885                 |            |
| SK-C-526         | Anoniem (Holland)                                            | Portret van Hendrik Lijnslager | 1720                      |            |
| SK-A-2686        | Anoniem (Holland)                                            | Vier putti die een vruchtenmand dragen | 1725-1775                 |            |
| SK-A-2687        | Anoniem (Holland)                                            | Vier putti met druiven | 1725-1775                 |            |
| SK-A-3220        | Anoniem (Holland)                                            | Een vrouw met een vogelkooi en een man met een tekening van bloemen, zogenaamde portretten van Susanna van Collen en Jacob Feitama Jr.                                      | Ca. 1730                  |            |
| SK-A-3219        | Anoniem (Holland)                                            | Een vrouw met een vogelkooi en een man met een tekening van bloemen, zogenaamde portretten van Susanna van Collen en Jacob Feitama Jr.                                      | Ca. 1730                  |            |
| SK-A-1797        | Anoniem (Holland)                                            | Portret van Willem IV, prins van Oranje-Nassau | Ca. 1745                  |            |
| SK-A-1207        | Anoniem (Holland)                                            | Schoorsteenstuk met bloemen in een vaas Zie Vier schoorsteenstukken met bloemen in een vaas                                                                                 | 1775-1800                 |            |
| SK-A-1208        | Anoniem (Holland)                                            | Schoorsteenstuk met bloemen in een vaas Zie Vier schoorsteenstukken met bloemen in een vaas                                                                                 | 1775-1800                 |            |
| SK-A-1209        | Anoniem (Holland)                                            | Schoorsteenstuk met bloemen in een vaas Zie Vier schoorsteenstukken met bloemen in een vaas                                                                                 | 1775-1800                 |            |
| SK-A-1210        | Anoniem (Holland)                                            | Schoorsteenstuk met bloemen in een vaas Zie Vier schoorsteenstukken met bloemen in een vaas                                                                                 | 1775-1800                 |            |
| SK-A-4281        | Anoniem (Holland)                                            | Bloemen in een vaas | 1780-1800                 |            |
| SK-A-923         | Anoniem (Zeeland)                                            | Portret van Cornelis Verheye | 1664                      |            |
| SK-A-4124        | Anoniem (Zeeland)                                            | Portret van Justus de Huybert | Ca. 1665                  |            |
| SK-A-924         | Anoniem (Zeeland)                                            | Portret van Magdalena van Citters | Ca. 1760                  |            |
| SK-C-36          | Anoniem (Amsterdam)                                          | Portretten van Gerrit Pietersz. Bicker en Alijda Boelens | 1583                      |            |
| SK-C-37          | Anoniem (Amsterdam)                                          | Portretten van Gerrit Pietersz. Bicker en Alijda Boelens | 1583                      |            |
| SK-A-588         | Anoniem (Amsterdam)                                          | Portret van een vrouw, zogenaamd Theodora de Visscher | 1640-1650                 |            |
| SK-C-1172        | Anoniem (Amsterdam)                                          | Portret van Jacob de Vogelaer | 1655                      |            |
| SK-A-635         | Anoniem (Amsterdam)                                          | Portret van Jacob Rijswijk | 1665-1675                 |            |
| SK-C-1562        | Anoniem (Amsterdam)                                          | De Brouwersgracht te Amsterdam | 1750-1800                 |            |
| SK-C-1545        | Anoniem (Amsterdam)                                          | De Slijpsteenmarkt met het gebouw Het Zeerecht te Amsterdam | 1825-1875                 |            |
| SK-C-1576        | Anoniem (Amsterdam)                                          | Binnenplaats van het Oost-Indisch Huis in Amsterdam | 1870-1880                 |            |
| SK-A-1747-A      | Anoniem (Dordrecht)                                          | Portret van Cornelis Samuelsz. van Esch Zie Portretten van Cornelis Samuelsz. van Esch, zijn vrouw Josina Jansdr. de Carpentier, hun drie dochtertjes en twee zoontjes      | 1632                      |            |
| SK-A-1747-B      | Anoniem (Dordrecht)                                          | Portret van Josina Jansdr. de Carpentier Zie Portretten van Cornelis Samuelsz. van Esch, zijn vrouw Josina Jansdr. de Carpentier, hun drie dochtertjes en twee zoontjes     | 1632                      |            |
| SK-A-1747-C      | Anoniem (Dordrecht)                                          | Portret van Cornelia Cornelisdr. van Esch Zie Portretten van Cornelis Samuelsz. van Esch, zijn vrouw Josina Jansdr. de Carpentier, hun drie dochtertjes en twee zoontjes    | 1632                      |            |
| SK-A-1747-D      | Anoniem (Dordrecht)                                          | Portret van Maria Cornelisdr. van Esch Zie Portretten van Cornelis Samuelsz. van Esch, zijn vrouw Josina Jansdr. de Carpentier, hun drie dochtertjes en twee zoontjes       | 1632                      |            |
| SK-A-1747-E      | Anoniem (Dordrecht)                                          | Portret van Josina Cornelisdr. van Esch Zie Portretten van Cornelis Samuelsz. van Esch, zijn vrouw Josina Jansdr. de Carpentier, hun drie dochtertjes en twee zoontjes      | 1632                      |            |
| SK-A-1747-F      | Anoniem (Dordrecht)                                          | Portret van Samuel Cornelisz. van Esch Zie Portretten van Cornelis Samuelsz. van Esch, zijn vrouw Josina Jansdr. de Carpentier, hun drie dochtertjes en twee zoontjes       | 1632                      |            |
| SK-A-1747-G      | Anoniem (Dordrecht)                                          | Portret van Cornelis Cornelisz. van Esch Zie Portretten van Cornelis Samuelsz. van Esch, zijn vrouw Josina Jansdr. de Carpentier, hun drie dochtertjes en twee zoontjes     | 1632                      |            |
| SK-A-4017        | Anoniem (Haarlem)                                            | Chariclea | Ca. 1660                  |            |
| SK-A-2365        | Anoniem (Leiden)                                             | Stilleven met speenvarkenschedeltjes | 1620-1640                 |            |
| SK-C-807         | Anoniem (Nijmegen)                                           | Balthasar, een van de drie koningen, met een bediende | Ca. 1480-1490             |            |
| SK-A-2545        | Anoniem (Nijmegen)                                           | Balthasar, een van de drie koningen, met een bediende | Ca. 1480-1490             |            |
| SK-C-808         | Anoniem (Nijmegen)                                           | Melchior, een van de drie koningen | Ca. 1480-1490             |            |
| SK-A-2546        | Anoniem (Nijmegen)                                           | Melchior, een van de drie koningen | Ca. 1480-1490             |            |
| SK-A-1408        | Anoniem (Utrecht)                                            | Drieluik met de kruisiging | Ca. 1460                  |            |
| SK-A-1728        | Anoniem (Utrecht)                                            | Het kasteel Vredenburch te Utrecht in vogelvlucht | 1550-1600                 |            |
| SK-A-4486        | Anoniem (Utrecht)                                            | Drieluik met de steniging van Stephanus en de legende van het vinden van zijn graf                                                                                          | 1554                      |            |